# Instituto de Historia y Cultura Militar
El Instituto de Historia y Cultura Militar (IHYCM) es el organismo del Ejército de Tierra de España, integrado en el Cuartel General, encargado de la responsable de la protección, conservación, catalogación, investigación y divulgación del patrimonio histórico, cultural, documental, museográfico y bibliográfico de la rama terrestre de las Fuerzas Armadas.
El Instituto se creó en virtud de la Orden del Ministerio de Defensa 220/1997, de 12 de noviembre y su dirección la ocupa un oficial general del Ejército de Tierra, encargado de asesorar al jefe del Estado Mayor del Ejército de Tierra (JEME), del que depende orgánicamente este instituto. Funcionalmente, el IHYCM está supeditado a la Subdirección General de Patrimonio de la Dirección General de Infraestructura (Secretaría de Estado de Defensa).
Tiene su sede en el Cuartel del Infante Don Juan, situado en el Paseo Moret de la ciudad de Madrid.

## Estructura
La estructura del Instituto de Historia y Cultura Militar es la siguiente:
- Dirección:
  - Secretaría Técnica
  - Habilitación General: Atiende la gestión de los recursos financieros del centro.
  - Oficina de Comunicación Pública
  - Unidad de Apoyo
  - Órganos de apoyo 
    - Órgano de Apoyo al Consorcio del Castillo de San Carlos (Palma de Mallorca).
    - Órgano de Apoyo al Consorcio del Castillo de San Fernando (Figueras).
    - Órgano de Apoyo al Consorcio del Castillo de San Pedro (Jaca).
    - Órgano de Apoyo al Consorcio del Museo Militar de Menorca.
- Subdirección de Patrimonio Histórico y Cultural:
  - Sección de Museos y Patrimonio
  - Sección de Archivos
  - Sección de Bibliotecas
- Subdirección de Estudios Históricos:
  - Sección de Estudios e Investigación
  - Sección de Difusión
  - Sección de Actividades Culturales
- Museo del Ejército
- Biblioteca  Central Militar
- Archivos Generales 
  -  Archivo General Militar de Madrid
  -  Archivo Militar General de Guadalajara
  -  Archivo General Militar de Segovia
  -  Archivo Militar General de Ávila
- Centros de Historia y Cultura  Militar: Tienen encomendados los fines del Instituto de Historia y Cultura Militar en unos ámbitos geográficos determinados.
  -  Centro de Historia y Cultura Militar Pirenaico, en Barcelona.
  -  Centro de Historia y Cultura Militar de Ceuta.
  -  Centro de Historia y Cultura Militar Noroeste, en La Coruña.
  -  Centro de Historia y Cultura Militar de Melilla.
  -  Centro de Historia y Cultura Militar de Baleares, en Palma de Mallorca.
  -  Centro de Historia y Cultura Militar de Canarias, en Santa Cruz de Tenerife.
  -  Centro de Historia y Cultura Militar Sur, en Sevilla.
  -  Centro de Historia y Cultura Militar Centro, en Valencia.

Entre las actividades desarrolladas por el IHYCM destacan los cursos, que suelen impartirse con una periodicidad anual. Estos cursos son:
- Curso de Historia y Estética de la Música Militar
- Curso de Armamento
- Curso de Vexilología
- Curso de Heráldica
- Curso de Fortificación
- Curso de Introducción a la Historia Militar de España
- Curso de Uniformología
- Curso de Patrimonio Militar